# Massimo Troisi
Massimo Troisi (San Giorgio a Cremano, 1953. február 19. – 1994. június 4.) Oscar-díjra jelölt olasz színész, filmrendező, forgatókönyvíró.

## Élete
Nápoly mellett született, egyszerű családban, apja vasúti munkás, anyja háztartásbeli volt.
1969-ben kezdett színészkedni a helyi plébánia csoportjában, majd barátaival megalapította a La Smorfia nevű társulatot.

### A Neruda postásaés a korai halál
1994-ben az Amerikai Egyesült Államokba utazott, hogy megvizsgáltassa a szívét, ahol kiderült, hogy szívsebészeti beavatkozásnak kellene magát alávetnie, ő azonban elhalasztotta a műtétet, mert le akarta forgatni a Neruda postása című filmet (1994), amelynek forgatási helyszíne Procida és Salina, rendezője Michael Radford, alapját Antonio Skármeta regénye adja, és Pablo Neruda (Philippe Noiret) chilei költő olaszországi száműzetésének éveit dolgozza fel. Troisi csak igen fáradságosan tudta befejezni a forgatást, helyenként dublőrt alkalmaztak helyette.
Álmában halt meg, szívinfarktusban, nővére házában, gyermekkori barátja volt mellette. Két évvel halála után a Neruda postását öt Oscar-díjra jelölték (köztük Troisit a legjobb színésznek járó díjra), de csak egy díjat nyert végül, a legjobb filmzenéért járót.

## Filmjei
- Ricomincio da tre (Újrakezdem háromról, rendező, forgatókönyvíró is (1981)
- Morto Troisi, viva Troisi!, rendező, forgatókönyvíró is (1982) – tévéfilm
- No grazie, il caffè mi rende nervoso, rendező Lodovico Gasparini (1982)
- Scusate il ritardo, rendező, forgatókönyvíró is (1983)
- "FF.SS." – Cioè: "...che mi hai portato a fare sopra a Posillipo se non mi vuoi più bene?", rendező Renzo Arbore (1983)
- Non ci resta che piangere (Nincs más hátra, mint a sírás), rendezők Massimo Troisi és Roberto Benigni (1985)
- Hotel Colonial, rendező Cinzia Torrini (1987)
- Le vie del Signore sono finite, rendező, forgatókönyvíró is (1987)
- Splendor, rendező Ettore Scola (1989)
- Hány óra van?, rendező Ettore Scola (1989)
- Il viaggio di Capitan Fracassa, rendező Ettore Scola (1990)
- Pensavo fosse amore... invece era un calesse, rendező, forgatókönyvíró is (1991)
- Neruda postása, forgatókönyvíró is, rendező Michael Radford (1994)

## Díjai
| David di Donatello-díj | David di Donatello-díj | David di Donatello-díj   | David di Donatello-díj |
| Év                     | Film címe              | Kategória                | Eredmény               |
| ---------------------- | ---------------------- | ------------------------ | ---------------------- |
| 1981                   | Ricomincio da tre      | legjobb film             | Elnyerte               |
| 1981                   | Ricomincio da tre      | legjobb forgatókönyv     | Jelölve                |
| 1981                   | Ricomincio da tre      | legjobb férfi főszereplő | Elnyerte               |
| 1990                   | Che ora è?             | legjobb férfi főszereplő | Jelölve                |
| 1995                   | Il postino             | legjobb férfi főszereplő | Jelölve                |

- Golden Globe-díj, 1980–81: első műves, az év felfedezettje: Ricomincio da tre;[4]
- Ezüst Szalag díj: legjobb forgatókönyv, legjobb külföldi rendező, legjobb külföldi férfi főszereplő: a Ricomincio da tre c. filmért;
- Mario Gromo-plakett, 1981: legjobb külföldi férfiszereplő: Ricomincio da tre;[5]
- 46. Velencei Nemzetközi Filmfesztivál: Volpi-kupa a legjobb férfi-alakításért (előzőleg Marcello Mastroianni kapta): a Che ora è? c. filmért:
- Vittorio De Sica-díj, 1983, az olasz filmért;[6]
- Ezüst Szalag díj, 1988: legjobb forgatókönyv: a Le vie del Signore sono finite c. filmért (Anna Pavignanóval);
- Pasinetti-díj, 1989: a Che ora è?-ért;
- Ciak d’Oro (Arany Csapó), 1990: legjobb férfi főszereplő (Che ora è?);
- Ezüst Szalag Különdíj, 1995: Il postino (posztumusz)[7]
- Screen Actors Guild Awards, 1996: jelölés, legjobb férfi filmszínész: Il postino;
- Oscar-díj, 1996: jelölés Oscar-díj a legjobb férfiszínésznek és Oscar-díj a legjobb, nem eredeti forgatókönyvért (Anna Pavignanóval, Michael Radforddal, Furio Scarpellivel és Giacomo Scarpellivel) az Il postino c. filmért.

## Fordítás
- Ez a szócikk részben vagy egészben  a   Massimo Troisi című olasz Wikipédia-szócikk ezen változatának fordításán alapul.  Az eredeti cikk szerkesztőit annak laptörténete sorolja fel. Ez a jelzés csupán a megfogalmazás eredetét és a szerzői jogokat jelzi, nem szolgál a cikkben szereplő információk forrásmegjelöléseként.